# La Chapelle-au-Riboul
La Chapelle-au-Riboul é uma comuna francesa na região administrativa da Pays de la Loire, no departamento de Mayenne. Estende-se por uma área de 13,1 km². Em 2010 a comuna tinha 514 habitantes (densidade: 39,2 hab./km²).